# Albinos
Albinos var en grekisk filosof på 100-talet e. Kr.
Albinos var platoniker och hans skrift Didaskalikos var en systematisk framställning av Platons filosofi. Han eftersträvade att integrera Aristoteles logik och kategorilära med platonismen och avvisade mysticistiska tendenser.